# Чемпіонат Європи з велоспорту на треку
Чемпіонат Європи з велоспорту на треку (англ. UEC European Track Championship) — це щорічні змагання з різних дисциплін трекових велоперегонів для європейських велосипедистів, що проводяться під егідою Європейського союзому велосипедистів (UEC).
Вперше в нинішньому форматі чемпіонат відбувся у 2010 році, коли після реформи європейського трекового велоспорту еліта вперше взяла участь у змаганнях.
Згідно з традиціями велоспорту, переможці чемпіонатів Європи, окрім золотої медалі, отримують спеціальну майку — біло-синю з золотими зірками. Золоті зірки на синьому фоні стали впізнаваним європейським символом з моменту прийняття Прапора Європи Радою Європи.

## Заснування сучасних елітних чемпіонатів
У 2010 році UEC ініціював масштабний перегляд системи кваліфікації велосипедистів до Олімпійських ігор. У результаті було запроваджено Чемпіонат Європи для елітних спортсменів. Перший елітний чемпіонат відбувся на початку листопада 2010 року і складався з дисциплін, що були включені до програми Олімпійських ігор 2012 року, а також медісону, доданого «через масовий попит».
До 2010 року змагання чемпіонату Європи проводилися лише серед юніорів та спортсменів до 23 років. Саме тому чемпіонат 2010 року визнано першим дорослим чемпіонатом Європи. З 2010 року чемпіонати Європи для молоді (до 23 років) і юніорів залишаються окремими щорічними подіями.

## Інші європейські змагання з велоспорту на треку
У 2018 році Європейський союз велосипедистів (UEC) уклав угоду з керівними органами шести інших європейських видів спорту про інтеграцію чотирьох олімпійських дисциплін, включаючи трековий велоспорт, до Чемпіонатів Європи з літніх видів спорту, що проводяться раз на чотири роки. Починаючи з 2018 року, кожне четвертий чемпіонат є частиною цього мультиспортивного заходу.
Попри те, що велоспорт на треку був включений до Європейських ігор 2019 року в Мінську, ці змагання не вважаються чемпіонатом Європи, а лише частиною програми Європейських ігор. Натомість події 2018 року в Глазго та 2022 року в Мюнхені, що відбулися в рамках Чемпіонатів Європи з літніх видів спорту, є офіційними чемпіонатами Європи UEC.

## Змагання
| Номер | Рік  | Дата            | Країна          | Місто               | Велодром                               | Дисципліни |
| ----- | ---- | --------------- | --------------- | ------------------- | -------------------------------------- | ---------- |
| 1     | 2010 | 5–7 листопада   | Польща          | Прушкув             | BGŻ Arena                              | 11         |
| 2     | 2011 | 21–23 жовтня    | Нідерланди      | Апелдорн            | Omnisport Apeldoorn                    | 13         |
| 3     | 2012 | 19–21 жовтня    | Литва           | Паневежис           | Cido Arena                             | 13         |
| 4     | 2013 | 18–20 жовтня    | Нідерланди      | Апелдорн            | Omnisport Apeldoorn                    | 13         |
| 5     | 2014 | 16–19 жовтня    | Франція         | Бе-Мао, Гваделупа   | Vélodrome Amédée Détraux               | 19         |
| 6     | 2015 | 14–18 жовтня    | Швейцарія       | Гренхен             | Velodrome Suisse                       | 21         |
| 7     | 2016 | 19–23 жовтня    | Франція         | Сен-Кантен-ан-Івлін | Vélodrome de Saint-Quentin-en-Yvelines | 22         |
| 8     | 2017 | 18–22 жовтня    | Німеччина       | Берлін              | Velodrom                               | 23         |
| 9     | 2018 | 2–7 серпня      | Велика Британія | Глазго              | Sir Chris Hoy Velodrome                | 22         |
| 10    | 2019 | 16–20 жовтня    | Нідерланди      | Апелдорн            | Omnisport Apeldoorn                    | 22         |
| 11    | 2020 | 11–15 листопада | Болгарія        | Пловдив             | Kolodruma                              | 22         |
| 12    | 2021 | 5–9 жовтня      | Швейцарія       | Гренхен             | Tissot Velodrome                       | 22         |
| 13    | 2022 | 11–16 серпня    | Німеччина       | Мюнхен              | Neue Messe München                     | 22         |
| 14    | 2023 | 8–12 лютого     | Швейцарія       | Гренхен             | Tissot Velodrome                       | 22         |
| 15    | 2024 | 10–14 січня     | Нідерланди      | Апелдорн            | Omnisport Apeldoorn                    | 22         |
| 16    | 2025 | 12–16 лютого    | Бельгія         | Гесден-Золдер       | Velodroom Limburg                      | 22         |

### Місця проведення
| 2010 2011, 2013, 2019, 2024 2012 2016 2015, 2021, 2023 2017 2022 2018 2020 2025 | 2014 |

### Медалі (2010—2025)
Джерело:
| Місце               | Країна              | Золото | Срібло | Бронза | Загалом |
| ------------------- | ------------------- | ------ | ------ | ------ | ------- |
| 1                   | Велика Британія     | 57     | 40     | 32     | 129     |
| 2                   | Німеччина           | 47     | 47     | 38     | 132     |
| 3                   | Нідерланди          | 44     | 27     | 37     | 108     |
| 4                   | Франція             | 32     | 37     | 38     | 107     |
| 5                   | Росія               | 31     | 30     | 32     | 93      |
| 6                   | Італія              | 27     | 29     | 25     | 81      |
| 7                   | Данія               | 11     | 12     | 8      | 31      |
| 8                   | Бельгія             | 10     | 17     | 12     | 39      |
| 9                   | Іспанія             | 9      | 8      | 7      | 24      |
| 10                  | Польща              | 8      | 17     | 22     | 47      |
| 11                  | Португалія          | 8      | 10     | 7      | 25      |
| 12                  | Литва               | 6      | 3      | 8      | 17      |
| 13                  | Чехія               | 5      | 2      | 8      | 15      |
| 14                  | Україна             | 4      | 9      | 14     | 27      |
| 15                  | Норвегія            | 4      | 1      | 0      | 5       |
| 16                  | Швейцарія           | 3      | 7      | 6      | 16      |
| 17                  | Білорусь            | 2      | 7      | 6      | 15      |
| 18                  | Ірландія            | 1      | 2      | 4      | 7       |
| 19                  | Австрія             | 1      | 1      | 1      | 3       |
| –                   | Нейтральні атлети   | 1      | 0      | 1      | 2       |
| 20                  | Греція              | 0      | 3      | 3      | 6       |
| 21                  | Ізраїль             | 0      | 1      | 1      | 2       |
| 22                  | Угорщина            | 0      | 1      | 0      | 1       |
| 23                  | Румунія             | 0      | 0      | 1      | 1       |
| Загалом (23 збірні) | Загалом (23 збірні) | 311    | 311    | 311    | 933     |

## Виноски
1. ↑  у рамках Чемпіонату Європи з літніх видів спорту 2018
2. ↑  у рамках Чемпіонату Європи з літніх видів спорту 2022